# 甘露县
甘露县（越南语：／）是越南广治省下辖的一个县。

## 地理
甘露县北接由灵县；南和西接达克容县；东接东河市和肇丰县。

## 历史
2019年12月17日，甘清社和甘安社合并为清安社。

## 行政区划
甘露县下辖1市镇7社，县莅甘露市镇。
- 甘露市镇（Thị trấn Cam Lộ）
- 甘政社（Xã Cam Chính）
- 甘孝社（Xã Cam Hiếu）
- 甘义社（Xã Cam Nghĩa）
- 甘城社（Xã Cam Thành）
- 甘水社（Xã Cam Thủy）
- 甘全社（Xã Cam Tuyền）
- 清安社（Xã Thanh An）